# Vidalia (Louisiana)
 Vidalia ist die größte Stadt und der Parish Seat von Concordia Parish im US-amerikanischen Bundesstaat Louisiana. Sie liegt unmittelbar am Mississippi River. Das U.S. Census Bureau hat bei der Volkszählung 2020 eine Einwohnerzahl von 4027 ermittelt.

## Geschichte
Die auf der gegenüberliegenden Seite des Mississippi im gleichnamigen Bundesstaat gelegene Stadt Natchez wurde 1716 gegründet. Nachdem Natchez 1798 von Spanien an die Vereinigten Staaten verkauft worden war, bat der spanische Offizier Don José Vidal (1763–1823) um Land westlich des Mississippi River. Er erhielt dort Land unter der Auflage, ein befestigtes Fort zu errichten. Vidal zog mit seiner Familie in das Fort und wurde Kommandant des Vorpostens Concord.
1800 erwarb Napoleon I. von Spanien das Land zurück. 1803 wurde das Gebiet im Zuge des Louisiana Purchase von Frankreich an die Vereinigten Staaten verkauft.
Nahe dem späteren Stadtgebiet fand 1827 auf einer Sandbank James Bowies berühmter „Sandbar Fight“ statt.
1870 wurde im Gebiet um das alte Fort die Stadt gegründet und nach Vidal benannt.

## Persönlichkeiten
- John R. Lynch (1847–1939), Politiker
- Spencer Williams (1893–1969), Schauspieler
- Mike Sanders (* 1960), Basketballspieler